# St. Stephen and Milltown Railway
Die St. Stephen and Milltown Railway war eine Eisenbahngesellschaft in der kanadischen Provinz New Brunswick. Sie wurde 1886 gegründet, mit dem Ziel die Stadt Milltown an die Strecke der New Brunswick and Canada Railway anzubinden. Hierzu war der Bau einer rund sieben Kilometer langen Bahnstrecke zwischen den namensgebenden Ortschaften Saint Stephen und Milltown nötig. Erst 1895 oder 1896 wurde die Strecke eröffnet. Am 1. Mai 1897 pachtete die Canadian Pacific Railway die Bahngesellschaft für 99 Jahre und übernahmen die Betriebsführung. Etwa 1911 wurde die Strecke durch die Maine Central Railroad über den St. Croix River nach Maine verlängert. Heute ist die Strecke in Besitz der New Brunswick Southern Railway.